# Campionats del món de ciclisme en ruta de 2002
Els Campionats del món de ciclisme en ruta de 2002 es disputaren del 8 al 13 d'octubre de 2002 a Zolder, Bèlgica.

## Resultats
|                                         | Or                               | Or         | Argent                        | Argent | Bronze                              | Bronze   |
| Proves masculines professionals         |                                  |            |                               |        |                                     |          |
| Cursa en línia masculina detalls        | Mario Cipollini · Itàlia         | 5h 30' 03" | Robbie McEwen · Austràlia     | m. t.  | Erik Zabel · Alemanya               | m. t.    |
| Contrarellotge masculina detalls        | Santiago Botero · Colòmbia       | 48' 08"    | Michael Rich · Alemanya       | + 8"   | Igor González de Galdeano · Espanya | + 17"    |
| Proves femenines elit                   |                                  |            |                               |        |                                     |          |
| Cursa en línia femenina detalls         | Susanne Ljungskog · Suècia       | 2h 59' 15" | Nicole Brändli · Suïssa       | m. t.  | Joane Somarriba · Espanya           | m. t.    |
| Contrarellotge femenina detalls         | Zoulfia Zabirova · Rússia        | 30' 02"    | Nicole Brändli · Suïssa       | + 14"  | Karin Thürig · Suïssa               | + 15"    |
| Proves masculines sub-23                |                                  |            |                               |        |                                     |          |
| Cursa en línia masculina sub-23 detalls | Francesco Chicchi · Itàlia       | 3h 36' 28" | Francisco Gutiérrez · Espanya | m. t.  | David Loosli · Suïssa               | m. t.    |
| Contrarellotge masculina sub-23 detalls | Tomas Vaitkus · Lituània         | 38' 40"    | Alexandr Bespalov · Rússia    | + 41"  | Sérgio Paulinho · Portugal          | + 1' 28" |
| Proves masculines júniors               |                                  |            |                               |        |                                     |          |
| Cursa en línia masculina júnior detalls | Arnaud Gerard · França           | 2h 50' 17" | Jukka Vastaranta · Finlàndia  | m. t.  | Nicolas Sanderson · Austràlia       | m. t.    |
| Contrarellotge masculina júnior detalls | Mikhaïl Ignàtiev · Rússia        | 28' 30"    | Mark Jamieson · Austràlia     | + 10"  | Vincenzo Nibali · Itàlia            | + 25"    |
| Proves femenines júniors                |                                  |            |                               |        |                                     |          |
| Cursa en línia femenina júnior detalls  | Suzanne De Goede · Països Baixos | 1h 59' 00" | Claudia Stumpf · Alemanya     | m. t.  | Monica Holler · Suècia              | m. t.    |
| Contrarellotge femenina júnior detalls  | Anna Zugno · Itàlia              | 15' 54"    | Tatiana Guderzo · Itàlia      | + 6"   | Claudia Hecht · Alemanya            | + 7"     |

## Medaller
| Posició | País          | Or | Plata | Bronze | Total |
| 1       | Itàlia        | 3  | 1     | 1      | 5     |
| 2       | Rússia        | 2  | 1     | 0      | 3     |
| 3       | Suècia        | 1  | 0     | 1      | 2     |
| 4       | França        | 1  | 0     | 0      | 1     |
| 4       | Colòmbia      | 1  | 0     | 0      | 1     |
| 4       | Lituània      | 1  | 0     | 0      | 1     |
| 4       | Països Baixos | 1  | 0     | 0      | 1     |
| 8       | Alemanya      | 0  | 2     | 2      | 4     |
| 8       | Suïssa        | 0  | 2     | 2      | 4     |
| 10      | Austràlia     | 0  | 2     | 1      | 3     |
| 11      | Espanya       | 0  | 1     | 2      | 3     |
| 12      | Finlàndia     | 0  | 1     | 0      | 1     |
| 13      | Portugal      | 0  | 0     | 1      | 1     |
| Total   | Total         | 10 | 10    | 10     | 30    |